# Juliana Terao
Juliana Sayumi Terao (Suzano, 12 luglio 1991) è una scacchista brasiliana.
Ha ottenuto il titolo di Maestro internazionale femminile nel 2012.

## Principali risultati
Nel 2011 ha vinto il campionato sudamericano femminile Under 20 a Tarija in Bolivia.
Nel 2012 ha vinto a São José do Rio Preto il suo primo campionato brasiliano femminile, ripetendosi nel 2015, 2016, 2017, 2018 e 2019.
Con la nazionale brasiliana femminile ha partecipato a quattro olimpiadi degli scacchi, ottenendo complessivamente il 57,3% dei punti.